# 愛する〜The Best Thing〜
『愛する〜The Best Thing〜』（あいする〜The Best Thing〜、原題：爱你、英題：The Best Thing）は、2025年に動画配信サービスiQIYIにて放送され、江蘇衛星テレビで独占テレビ初放送された中国のテレビドラマ。
中国の作家・笙離による小説『愛你，是我做過最好的事』を原作とし、酷鯨エンターテインメントが共同制作するiQIYIのオリジナルのドラマ作品であり、張凌赫と徐若晗が主演を務めた。

## あらすじ
ホテルのフロント部マネージャー・沈惜凡（演：徐若晗）は、恋愛と仕事の悩みから突然不眠症になってしまう。そこで彼女は中医学のクリニックを訪れ、中医師の何蘇葉（演：張凌赫）と出会った。
多忙な彼女はたびたび薬を取りに行くのを忘れてしまい、そのたびに何蘇葉は頭を悩ませる。最初は医師と患者という関係だけだと思われたが、ふたりはなんと同じ住宅街に住んでいることが判明。何度も偶然の出会いを重ねるうちに、二人の間に恋が芽生えていく。かつての失恋によって臆病になっていた沈惜凡だったが、何蘇葉の温かい支えにより徐々に心を開き始める。また、彼が中医学に真摯に向き合い努力する姿に励まされ、沈惜凡も自分の夢に向かって勇気を出すようになる。お互いに心を寄り添い、励まし合う中で、二人はついに恋人になった。

## キャスト

### 主演
| 俳優   | 役     | 紹介 |
| ------ | ------ | --- |
| 張凌赫 | 何蘇叶 | 名門医家の出身。江州中医薬大学附属中医院・腫瘍科の主治医であり、弘安門中医診療所でも診察を行う中医学博士。中医学に情熱を持ち、薬膳料理を作ることや鍼灸での体調管理も得意。温厚で紳士的で、タイプに対してはブレることなく追い続ける性格。恋愛でも同じく、尊重を前提とした上で積極的にアプローチする。        |
| 徐若晗 | 沈惜凡 | 古南華庭ホテルのフロント部マネージャー。許向雅や林億深の親友。仕事では知的でプロフェッショナルな印象だが、実は子供っぽい一面もある。7年間の恋愛関係で感情的なモラハラに陥り、不眠症を患う。中医の何蘇葉と出会ったことで恋愛への信頼を取り戻し、真の愛とは「無理せず自然体でいられるもの」だと気づいていく。 |

| 俳優   | 役     | 紹介 |
| ------ | ------ | --- |
| 黃燦燦 | 許向雅 | 古南華庭ホテルの飲食部マネージャーで、沈惜凡の親友。大学時代から林億深に想いを寄せていたが、互いに気持ちを明かさずすれ違っていた。やがて林億深の告白を受け入れ、恋人となる。                                                                                         |
| 王宥鈞 | 林億深 | 古南華庭ホテルのマーケティング部マネージャー。沈惜凡とは7年間一緒に働いてきた親友。大学時代から許向雅に好意を抱いていたが告白できずにいた。最終的に気持ちを伝え、許向雅と付き合う。                                                                                  |
| 唐九洲 | 李介   | 何蘇葉の後輩。江州中医薬大学附属中医院の腫瘍科インターンで、方可歆に想いを寄せている。陽気で素直な大学院生。何蘇葉の祖父・郁里仁の弟子でもあり、何蘇葉とは幼なじみ。尊敬しつつもよくツッコミを入れる。インターンとして病院での課題に向き合い、前向きに順応していく。 |
| 周益如 | 方可歆 | 何蘇葉の後輩で、彼の祖父・郁里仁の弟子。インターン医師として腫瘍科から婦人科に異動。密かに何蘇葉を想っており、彼の仕事や生活を常に見守っている。真面目で責任感があり、患者に丁寧に向き合う優秀な医師。                                                               |

| 俳優   | 役                 | 紹介 |
| ------ | ------------------ | --- |
| 李建義 | 郁里仁             | 何蘇葉の祖父。杭州市の名医で、中医薬学会の要職を歴任する中医界の重鎮。学生たちに丁寧に指導し、学術面でも高く評価されている。孫・何蘇葉のことも大切に思い、いつも気にかけている。                                                                                 |
| 房子斌 | 沈家平             | 高校の英語教師で沈惜凡の父。お酒を飲むと英語を話し出す癖があり、娘の仕事には一切干渉せず自由を尊重する。留学にも反対せず全面的に応援するユーモア溢れる父親。妻・劉曉明とは仲睦まじく、家族の問題を一緒に話し合う。                                               |
| 劉威葳 | 劉暁明             | 沈家平の妻で、沈惜凡の母。娘の人生を心から応援する明るく温和な母親。沈惜凡とはまるで友達のように仲が良く、日々のことを語り合う。娘の選択を尊重し、心から信頼している。                                                                                           |
| 果靖霖 | 何盛               | 何蘇葉の父。有名な心臓外科医で、その分野では大きな権威を持つ。だが私生活では妻・郁年香との間に深い溝があり、息子・蘇葉との関係も冷たい。息子が西洋医学ではなく中医学を選んだことで対立。最終的には沈惜凡の助けにより和解へと向かう。                             |
| 吳希澤 | 厳恒               | 沈惜凡の元彼。大学1年から7年間付き合っていたが、次第に態度が冷たくなり、彼女の仕事や夢を否定するように。最終的には別れを告げて去ったが、事業が軌道に乗った後で再び現れ復縁を迫る。しかし、惜凡は何蘇葉との関係で立ち直っており、彼の再アプローチは失敗に終わる。 |
| 程冠瑄 | 陳强               | 厳恒のアシスタント。 |
| 譚洋   | 厳父               | 中宇テクノロジーの会長。息子・厳恒が沈惜凡と交際することに強く反対しており、彼女が家柄に釣り合わないと考えている |
| 馬東辰 | 宋峰               | 何蘇葉の先輩。江州中医薬大学附属中医院の腫瘍科医師。彼女が欲しくて仕方ないが、なかなか恋人ができない。 |
| 張鷺   | 劉韻慈             | 「劉おばあちゃん」。ホテルに滞在している高齢団体客のひとり。 |
| 張宇檸 | 丁維               | 古南華庭ホテルフロント部のスタッフ。受付担当。 |
| 張子萌 | 孫佳靜             | 「孫ちゃん」。弘安門中医診療所の看護師。 |
| 賈雨萌 | 王看護師           | 何蘇葉の父・何盛の新しい恋人。前夫との間に一人の息子がいる。 |
| 趙暉   | 主任               | 江州中医薬大学附属中医院・腫瘍科の主任で、何蘇葉の上司。 |
| 王子銘 | 趙澤               | 何蘇葉が担当する小児白血病の患者。 |
| 趙愷依 | 郁年香             | 何蘇葉の母で、何盛の妻。中医の名門出身で、自身も中医学を学んだが、乳がんで亡くなる。最も好きな花はチューリップ。 |
| 畢雯珺 | スター             | ホテルの宿泊客。有名人。 |
| 吳樾   | 丁さん             | ホテルの宿泊客。 |
| 李敏   | 方さん             | ホテルの宿泊客。 |
| 陳翊安 | 邱天               | 何蘇葉の後輩。医学修士課程に在籍するインターン医師。何蘇葉の祖父・郁里仁の弟子。 |
| 解鑫豪 | 顧平               | 何蘇葉の後輩。医学修士課程に在籍するインターン医師。郁里仁の弟子。 |
| 李紅陶 | 警備員             | 何蘇葉と沈惜凡が暮らすマンションの警備員。二人の恋を見守る人。 |
|        | 店主               | 朝食店と麻辣湯店の店主。彼もまた何蘇葉と沈惜凡の恋を見守る人。 |
| 趙家伊 | 王常               | 王看護師の息子。母親と共に何家にやって来た。 |
| 賈舒夷 | 吴萍               | 弘安門中医診療所の看護師。 |
| 羅梓爍 | 何蘇葉（少年時代） | |

## 制作
このドラマは2024年3月21日にクランクインし、同年の7月5日にクランクアップ。